# Toni Jiménez
Antonio Jiménez Sistachs más conocido como Toni Jiménez o simplemente Toni (La Garriga, Barcelona, España, 12 de octubre de 1970) es un futbolista español retirado. Desarrolló la mayor parte de su carrera profesional en el RCD Espanyol y, en menor medida, el Atlético de Madrid, además de ser internacional en varias ocasiones con la selección de España, con la que fue campeón olímpico en 1992. Actualmente es el entrenador de porteros del Chelsea FC de la Premier League Inglesa.

## Trayectoria
Su destacada temporada, culminada con la medalla de Oro en los Juegos Olímpicos, despertó el interés de varios clubes de Primera División. Tras rechazar la posibilidad de regresar al FC Barcelona, firmó un precontrato con el Real Zaragoza, aunque finalmente se acogió al Decreto 1.006 que, como jugador amateur, le permitía romper su acuerdo con el club maño y, mediante un cambio de residencia, firmar por el Rayo Vallecano, reservándose el Barcelona una opción de recompra sobre el jugador.
Aunque llegó a Vallecas como teórico suplente de Wilfred Agbonavbare, el guardameta nigeriano se lesionó en la segunda jornada de liga, lo que permitió a Toni debutar en Primera División. Fue el 13 de septiembre de 1992, en un encuentro ante el Club Deportivo Logroñés. El técnico vallecano, José Antonio Camacho le dio continuidad a Toni durante dos meses, pero finalmente volvió a sentarlo en el banquillo en favor de Wilfred.
A pesar mantenerle como suplente en el Rayo, Camacho decidió llevarse a Toni consigo en su nueva etapa en el RCD Espanyol, club por el que firmó el verano de 1993 con el objetivo de sacarlo de la Segunda División. 
Toni se convirtió rápidamente en uno de los puntales del Espanyol, que la temporada 1993/94 se proclamó campeón de Segunda y logró subir a Primera. El cancerbero de La Garriga contribuyó al ascenso logrando el Trofeo Zamora al portero menos goleado de la categoría. 
Durante cinco años, Toni defendió la portería periquita en Primera División, siendo titular indiscutible y capitán del equipo. Entre sus mayores éxitos destacan la temporada 1995/96, en la que el Espanyol finalizó la liga en cuarto posición, se clasificó para la Copa de la UEFA y alcanzó las semifinales de la Copa del Rey. En el plano individual, su mayor logro fue el Trofeo Zamora de 1998, el mismo año que debutó como internacional.
Después de seis temporadas como blanquiazul, en julio de 1999 Toni Jiménez anunció su fichaje por el Atlético de Madrid. Aunque llegaba al club con la ambición de ganar títulos, su etapa colchonera resultó especialmente aciaga. Toni, relegado al banquillo por Molina, vivió el dramático descenso a Segunda División, en una de las peores campañas ligueras de la historia del Atlético. 
Sin embargo en la Copa del Rey el club madrileño alcanzó la final, disputada ante el RCD Espanyol. Toni, que jugaba como titular, se convirtió en uno de los protagonistas del partido: en un despiste del portero, su excompañero Raúl Tamudo le robó con la cabeza un balón que estaba botando en el césped y marcó un gol que, a la postre, daría el título al club catalán.
A pesar del descenso, Toni decidió continuar en Segunda con el Atlético. Fue titular durante el arranque de la temporada 2000/01 -en la que su equipo se quedó sin el ascenso en la última jornada- pero fue desplazado al banquillo en la recta final del campeonato por Sergio Sánchez. El fichaje del Mono Burgos le dejó sin opciones durante la temporada 2001/02, en la que los rojiblancos lograron por fin el ansiado ascenso a Primera.
Finalizado su contrato con el Atlético de Madrid, y aunque se especuló con un posible retorno al Espanyol, Toni decidió seguir en Segunda División y firmó por el Elche CF.
En el club franjiverde volvió a recuperar la titularidad, pero pocos meses después de su llegada el técnico del RCD Espanyol, Javier Clemente, reclamó el fichaje del guardameta como refuerzo para el mercado de invierno, por lo que Toni regresó al club perico en enero de 2003.
Titular con Clemente durante la segunda vuelta de la temporada 2002/03, durante el curso 2003/04 volvió a verse relegado a la suplencia por el belga Erwin Lemmens. El 21 de diciembre de 2003 jugó su último partido el Primera División y en julio de 2004 anunció su retirada.
Tras retirarse de los terrenos de juego, continuó vinculado la entidad españolista como miembro del área deportiva del club. Desempeñó su cargo durante dos temporadas, hasta que presentó la dimisión en marzo de 2006, coincidiendo con la marcha del hasta entonces director deportivo, Cristóbal Parralo.
Luego fue asistente del técnico Joan Carrillo en el Girona FC, durante la temporada 2006/07, y entrenador del Juvenil del Esport Club Granollers. En mayo de 2009 regresó al Girona como entrenador de porteros.
En junio de 2011 Toni Jiménez regresa al RCD Espanyol. Cubrirá la vacante de Joan Carrillo como segundo entrenador del primer equipo albiazul.
En 2021 acompañó a Mauricio Pochettino como entrenador de porteros en el PSG. https://es.psg.fr/equipos/primer-equipo/content/los-nuevos-miembros-del-staff-de-mauricio-pochettino
En 2023 entró a formar parte del Chelsea FC, también como entrenador de porteros y acompañando de nuevo a Mauricio Pochettino https://www.transfermarkt.es/fc-chelsea/mitarbeiter/verein/631

p

## Clubes
| Club                 | País   | Año       | Partidos | Goles encajados |
| -------------------- | ------ | --------- | -------- | --------------- |
| FC Barcelona Amateur | España | 1989-1990 | 5        | 8               |
| UE Figueres          | España | 1990-1992 | 45       | 36              |
| Rayo Vallecano       | España | 1992-1993 | 15       | 23              |
| RCD Espanyol         | España | 1993-1999 | 234      | 223             |
| Atlético de Madrid   | España | 1999-2002 | 54       | 53              |
| Elche CF             | España | 2002-2003 | 18       | 39              |
| RCD Espanyol         | España | 2003-2004 | 29       | 56              |

## Selección nacional
Formó parte de la selección olímpica de España que logró la medalla de oro en los Juegos de Barcelona 1992. Aunque en los partidos de preparación Santiago Cañizares había sido el portero titular, finalmente el seleccionador Vicente Miera apostó por Toni en todos los encuentros de la cita olímpica. El arquero mantuvo su portería invicta hasta la final, en que España se impuso a Polonia por 3-2.
Completó su paso por las categorías inferiores de España disputando un encuentro con la selección española sub-21 y dos con la sub-23.
Con la selección absoluta fue convocado en once ocasiones, disputando tres partidos. Debutó el 18 de noviembre de 1998, en un amistoso contra la selección italiana. José Antonio Camacho,  que había sido su técnico en el Rayo Vallecano y el RCD Espanyol, fue el seleccionador que le dio la oportunidad de vestir la elástica española. A pesar de participar en varios partidos de clasificación para la Euro 2000, finalmente Camacho descartó su convocatoria para el torneo, en favor de Iker Casillas.

### Participaciones en Juegos Olímpicos
| JJ. OO.                            | Sede      | Resultado |
| ---------------------------------- | --------- | --------- |
| Juegos Olímpicos de Barcelona 1992 | Barcelona | Campeón   |

## Palmarés

### Campeonatos nacionales
| Título                   | Club         | País   | Año  |
| ------------------------ | ------------ | ------ | ---- |
| Liga de Segunda División | RCD Espanyol | España | 1994 |

Liga de Segunda División Atlético de Madrid 2001

### Copas internacionales
| Título                        | Club               | País   | Año  |
| ----------------------------- | ------------------ | ------ | ---- |
| Medalla de oro Barcelona 1992 | Selección olímpica | España | 1992 |

### Distinciones individuales
| Distinción                        | Año  |
| --------------------------------- | ---- |
| Trofeo Zamora de Segunda División | 1994 |
| Trofeo Zamora de Primera División | 1998 |